# Coloane
Coloane (chinesisch 路環 / 路环, Pinyin Lùhuán, Yale Louhwàahn) beziehungsweise die Freguesia de São Francisco de Xavier (chinesisch 聖方濟各堂區) ist ein Stadtteil oder nach portugiesischem Vorbild eine Freguesia in der ehemaligen Concelho das Ilhas sowie eine ehemalige Insel Macaus, die heute durch Landgewinnung mit der Nachbarinsel Taipa verbunden ist.
In den letzten Jahren ist die Bevölkerung sprunghaft gewachsen; beim letzten Zensus im Jahr 2011 hatte Coloane lediglich 4262 Einwohner.

## Geographie
Coloane liegt südlich der Halbinsel Macau und östlich der Insel Hengqin, die Teil der Stadt Zhuhai in der Provinz Guangdong ist. 2001 wurde die Insel Coloane durch Landgewinnung mit der Insel Taipa zu einer größeren Insel mit einer Fläche von 21,5 Quadratkilometern (Stand 2018) verbunden. Die Freguesia de São Francisco de Xavier, die dem Pfarrbezirk der Capela de São Francisco Xavier entspricht und eine statistische Verwaltungseinheit darstellt, war bis zum Ende des Inseldaseins deckungsgleich mit der Insel Coloane. Da das Gebiet heute nur noch ein statistischer Stadtteil auf einer größeren Insel ist, wird für den Stadtteil "Coloane" und "Freguesia de São Francisco de Xavier" synonym verwendet. 
Der Stadtteil Coloane hat eine Ost-West-Ausdehnung von vier Kilometern. Die höchste Erhebung ist der 172 Meter hohe Alto de Coloane (chinesisch 疊石塘山). Der östlich gelegene Hac-Sa-Strand (chinesisch 黑沙海灘, portugiesisch Praia de Hác Sá) und die südlich gelegene Cheoc-Van-Bucht (chinesisch 竹灣, portugiesisch Baía en Cheoc Van) werden von der Bevölkerung zur Erholung genutzt.
Das Gebiet umfasst mehrere getrennte Siedlungen, wobei das ursprüngliche Dorf Coloane an der Westküste Coloanes liegt. Darüber hinaus gibt es eine weitere große Siedlung am Hafen Kai Ho in der Nähe der Nordostküste des Stadtteils, eine Siedlung inklusive Plattenbaugebiet an der Ostküste am Hac-Sa-Strand sowie zwei Siedlungen östlich und westlich der südlich gelegenen Cheoc-Van-Bucht. Hinzu kommt ein Neubau- und Gewerbegebiet im Nordwesten von Coloane an der Grenze zu Cotai, welches sich zusammen mit den Plattenbauten am Hac-Sa-Strand von den restlichen Siedlungen unterscheidet, indem es keinen dörflichen Charakter hat.

## Geschichte

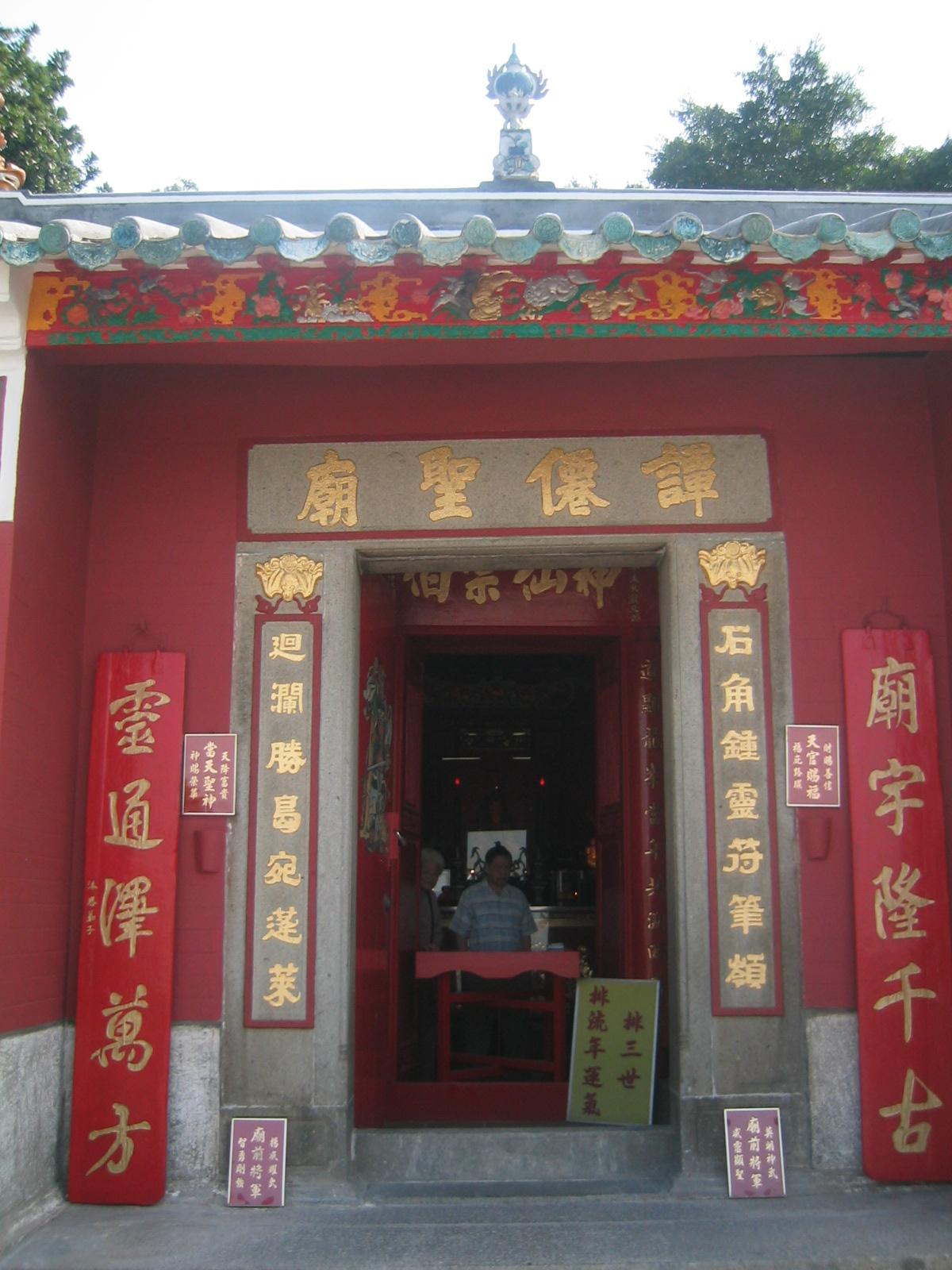
Tempel „Tam Kung“

Coloane war früher unter den Namen Jiuhaoshan (九澳山 "Berg der neun Buchten"), Yanzaowan (鹽灶灣 "Salzofenbucht"), und Guoluhuan (過路環 "Ringstraße") bekannt. 
Von der Song-Dynastie (960–1279) bis zum Beginn der portugiesischen Herrschaft 1864 war Coloane Salzlieferant für China. Nach dem Ausbau Macaus zu einem wichtigen Handelshafen verlor Coloane an Bedeutung und war bis 1910 Stützpunkt von Piraten, als zwischen dem 12. und 19. Juli portugiesische Polizisten unter dem Feuerschutz der Kanonenboote Pátria und Macau auf der Insel Coloane mehrere chinesische Kinder aus Piratenhand befreiten.
Mit der Eröffnung eines 2,2 Kilometer langen Straße auf einem künstlichen Isthmus nach Taipa 1969, der Estrada do Istmo, begann eine stärkere Besiedlung Coloanes. 1999 endete die portugiesische Kolonialherrschaft und Coloane wurde als Teil Macaus an die Volksrepublik China übergeben.
Seit 2001 verbindet ein Neulandgebiet mit dem Namen Cotai (gebildet aus den Wörtern Coloane und Taipa) die bislang einzelnen Inseln. Dort entstand eine neue Stadt mit zahlreichen Hotels, Kasinos, Restaurants und Geschäften. Ebenfalls errichtet wurden Filmstudios, Theater, eine Arena sowie Messe- und Tagungszentren. Weitere Hotel- und Kasinokomplexe sind in Bau oder in der Planung.

## Sehenswürdigkeiten

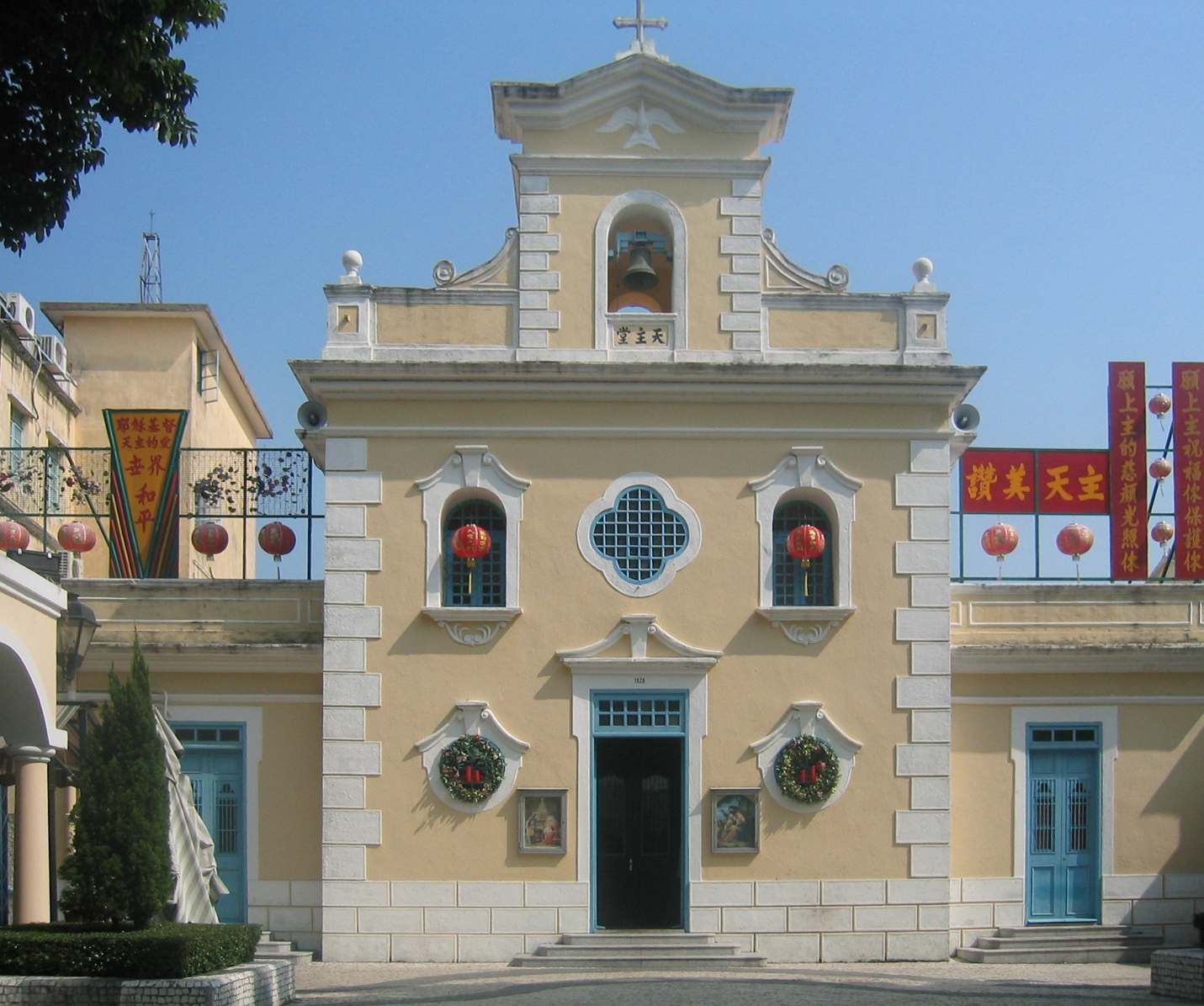
Kapelle des „Heiligen Francisco de Xavier“

Zu den bekanntesten Sehenswürdigkeiten gehört die Kapelle des Heiligen Francisco de Xavier, die Capela de São Francisco Xavier (聖方濟各聖堂). Die Kapelle, erbaut 1928, befindet sich an der Westküste der Halbinsel. In der Nähe steht ein Denkmal zum Gedenken an den Sieg über die Piraten im Jahre 1910. 
Die Kapelle enthält einige der wichtigsten heiligen christlichen Reliquien in Asien, darunter die Überreste von 26 ausländischen und japanischen katholischen Priestern, die 1597 in Nagasaki gekreuzigt wurden, sowie die von einigen der japanischen Christen, die während des Shimabara-Aufstands 1637 getötet wurden. Die Kapelle beherbergt auch einen Knochen aus dem Arm von Francisco de Xavier, der 1552 auf der Insel Shangchuan, 50 Meilen vor Macau, starb.
Weitere bedeutende Sehenswürdigkeiten Coloanes sind ein taoistischer Tempel, der der Seefahrergöttin „Tam Kung“ (譚公廟) geweiht ist, der alte Tempel „Tin Hau“ (天后古廟), die 1998 errichtete Statue „A-Ma“ (媽祖像), die Kirche „Gedächtnis der Schmerzen Mariens“ (九澳七苦聖母小堂), das Museum der Natur und Landwirtschaft (土地暨自然博物館), die Avenida de Cinco de Outubro (十月初五馬路), der Park „Baía de Hác Sá“ und der Coloane-Park.